# Vasile Conta
Vasile Conta (n. 15 noiembrie 1845, com. Ghindăoani, județul Neamț – d. 21 aprilie 1882, Iași) a fost un filozof, scriitor și ministru român.

## Biografie
S-a născut în satul Ghindăoani, comuna Crăcăoani, județul Neamț, la 15 noiembrie 1845, fiind descendent al unei familii de preoți. Tatăl său a fost Grigore Conta, iar mama sa, Mărioara Conta (n. Scutariu). A fost fratele Anei Conta-Kernbach, profesoară și scriitoare. Chestiunea originilor lui Conta, și dovada faptului că era român, a fost discutată cu lux de amănunte de istoricul ieșean Florin Cîntec, în Memorie și uitare în cultura româna. Cazul Vasile Conta, Iași, Rd. Timpul, 2003.

## Studii
Urmează cursurile Școlii primare de la Tg. Neamț, unde îl are coleg pe Ion Creangă, iar mai apoi Academia Mihăileană sau Gimnaziul Central din Iași, unde a luat bacalaureatul în 1868.
În 1862, întrerupe studiile și însoțește o trupă de actori prin întreaga Moldovă, timp în care scrie o piesă de teatru jucată la Botoșani, iar în 1875 traduce piesa Miss Multon de Adolphe Belot.
În 1864, reia studiile liceale, terminate patru ani mai târziu, în 1868. După absolvire, funcționează ca profesor suplinitor la Catedra de filosofie. În același an, 1868, se înscrie la Facultatea de Drept din Iași.
În octombrie 1869 obține o bursă din partea „Societății pentru încurajarea junimii române la învățătură” („Pogor–Fătu”) și este trimis pentru studii comerciale în Belgia, unde urmează cursurile Institutului de Comerț din Anvers, pe care le încheie în 1871. După obținerea diplomei, în 1871, studiază și dreptul, dobândind, după numai un an, titlul de doctor în drept al Universității din Bruxelles. Revenit în țară, Vasile Conta va practica avocatura și va obține, prin concurs, Catedra de Drept Civil a Universității din Iași.

## Perioada basarabeană
A fost și un mare iubitor și apărător al Basarabiei. Tatăl său, preot de meserie, a început să-și desfășoare cariera preoțească în satul Ghindăoani din județul Neamț. Între anii 1865–1869, pe când era elev în ultimele clase ale Liceului Național din Iași, și-a petrecut vacanțele pe pământul Basarabiei, la Cahul, unde tatăl său, preotul Grigore Conta, era protoiereu, (aici a ajuns după ce a plecat de la Ghindăoani - Neamț). La vremea respectivă, sud-vestul Basarabiei (Cahul, Bolgrad și Ismail) aparținea României. Părintele Grigore își începuse cariera preoțească în satul Ghindăoani (com. Balțătești) din județul Neamț. Dar pentru că îi îndemnase pe țărani să-l dea în judecată pe arendașul moșiei la Divanul din Iași, acesta, uzând de prevederile Regulamentului Organic, pe atunci în vigoare în Țările Române, l-a surghiunit din sat. Stabilit la Târgu Neamț, ajunge protoiereu al acestui ținut, apoi, în 1865 a fost numit protoiereu la Cahul. În urma Războiului Crimeii, în 1856 s-a încheiat la Paris pacea prin care, printre alte prevederi favorabile, României i s-au restituit trei județe din sudul Basarabiei. Între acestea era și Cahul. Acestea sunt împrejurările datorită cărora adolescentul Vasile Conta, născut în Ghindăoani din ținutul Neamțului, a avut posibilitatea să-și petreacă vacanțele la Cahul, care era atât de îndepărtat de plaiurile copilăriei sale. La finele acestor vacanțe, petrecute în aceste locuri de câmpie, se simțea atât de bine încât credea că a scăpat definitiv de boala crudă ce-l chinuia (TBC).
Conta n-a folosit aceste vacanțe numai în scopul întremării sale fizice ci a desfășurat o remarcabilă activitate culturală din care menționez Culegerea de poezii populare din împrejurimi, pe care le-a strâns într-o colecție intitulată "Cântece basarabene".
Între anii 1870-1872 Eminescu se afla la studii în Viena. Aici Vasile Conta îi trimite "Cântecele basarabene". Mihai Eminescu îi răspunde : 
"Mi-ai trimis, domnule Conta, un prieten sincer ca să mă iau în ceasuri lungi și plictisitoare. A fost o revelație pentru mine "Cântecele basarabene". Multe din ele samănă cu cele din Moldova de sus. Ah!, cum aș dori să văd această parte înstrăinată ..."
Conta își va arăta în mod public dragostea pentru Basarabia. După cum se știe, imediat după războiul din 1877, rușii și-au manifestat intenția de a răpi din nou cele trei județe din sudul Basarabiei. Conta, acum profesor universitar și filozof de renume european, își folosește condeiul în apărarea Basarabiei și scrie în acest scop trei articole : „Basarabia”, „Chestia Orientului” și „Viitorul României pregătit de domnul Brătianu și Kogălniceanu”. Toate trei, dar mai ales ultimul, au avut un mare ecou, fiind reproduse în toate ziarele.

## Activitate publicistică și profesională
Traduce și adnotează legi, practică avocatura publică, începând din 1875. În 1875-1876, publică în revista ieșeană Convorbiri literare prima sa lucrare filosofică, Teoria fatalismului, studiu ce apare, în 1877, și în limba franceză, la Bruxelles, apoi Teoria ondulației universale (1877), Încercări de metafizică (1878). Ultima lucrare a fost tradusă, în 1880, în limba franceză, la Bruxelles, cu titlul definitiv Introducere în metafizică.
Coleg de clasă cu Ion Creangă, prieten cu Mihai Eminescu, Vasile Conta ocupă în 1873 postul de profesor de drept civil la Facultatea de Drept a Universității din Iași. Din 1873 frecventează ședințele Junimii, unde ține conferințe asupra teoriei fatalismului și își publică în Convorbiri literare primele sale lucrări filosofice. El s-a manifestat ca un militant pentru progresul multilateral al tânărului stat național, pentru apărarea și consolidarea independenței, pentru dezvoltarea industriei, a comerțului autohton, a învățământului și a culturii.
A susținut "prelecțiuni populare", organizate sub auspiciile "Junimii", intitulate: "Materialismul", "Fetișismul", "Starea economică" etc., apreciate de mari oameni de cultură, printre care și Mihai Eminescu, pe atunci redactor al "Curierului de Iași" și membru al "Junimii". Deși participant la ședințele "Junimii", și-a păstrat independența de gândire și de acțiune în politică. La Facultatea de Litere, în proiect figura și predarea unui curs de istorie critică a religiilor. 
Cariera politică a lui Vasile Conta a avut un caracter puternic reformator. În calitate de ministru al Instrucțiunii Publice și Cultelor, Vasile Conta a propus (fără a avea sprijinul parlamentar necesar), o lege a educației care prevedea profesionalizarea învățământului agricol, industrial, economic; eliminarea religiei din liceele de băieți; înființarea de licee pentru fete și acordarea, pentru acestea, a dreptului de a urma studii universitare; introducerea unui examen de capacitate pentru profesori, în concordanță cu cel francez.
La 10 aprilie 1881 demisionează din guvern și activează ca membru al Curții de Casație. Bolnav de ftizie, efectuează o ultimă călătorie în Italia, înainte de a muri. Corpul său a fost transportat la Iași, unde i s-au făcut funeralii naționale.

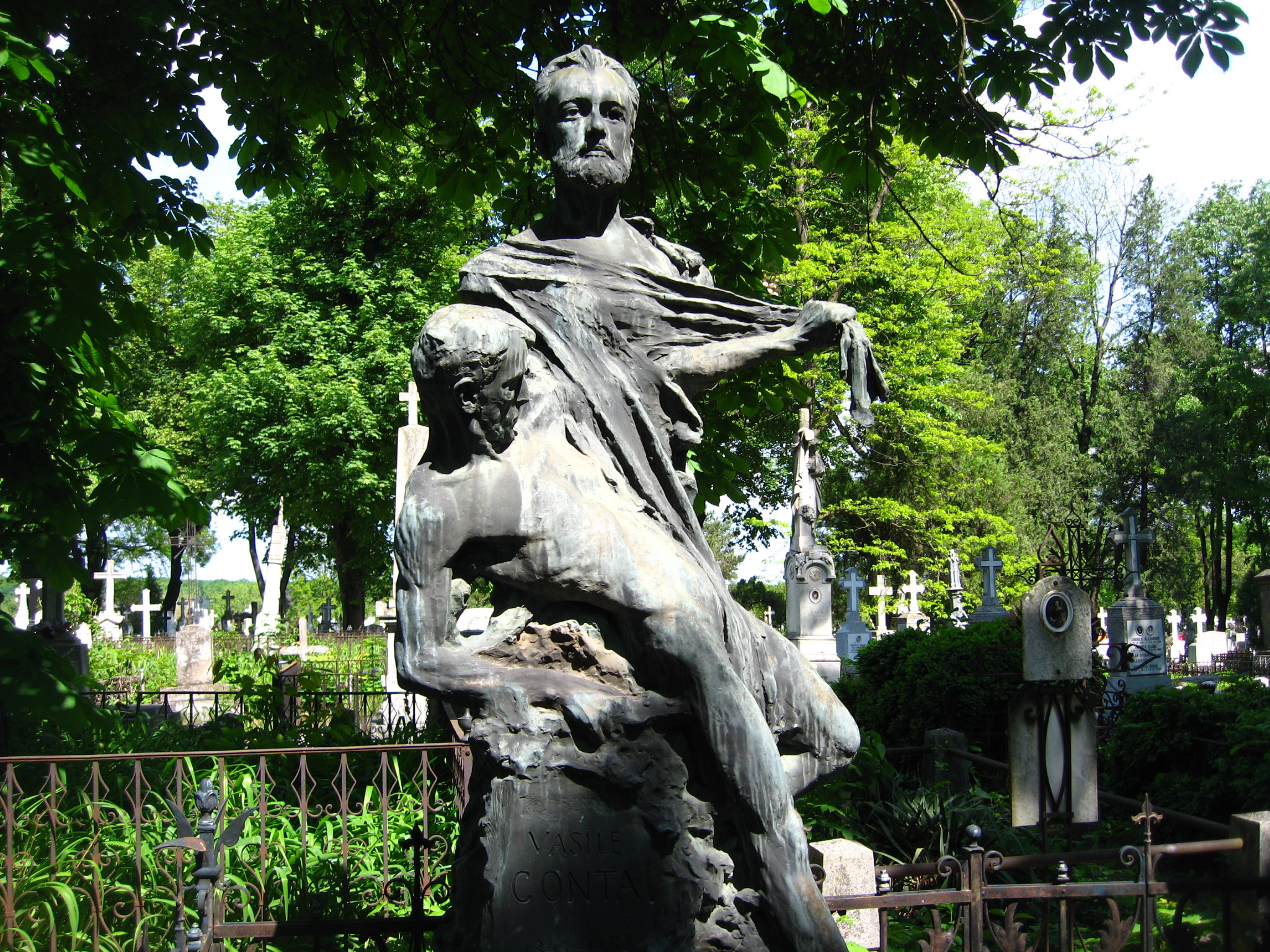
Mormântul lui Vasile Conta de la Cimitirul Eternitatea din Iași.

A fost înmormântat la Cimitirul Eternitatea din Iași.

## Opere principale
- Teoria fatalismului (1875-1876)
- Teoria ondulațiunii universale (1876-1877)
- Încercări de metafizică (1879)
- Bazele metafizicii (1890).

Lucrările sale filosofice s-au tipărit și în limba franceză la Paris, Bruxelles și Iași, bucurându-se de apreciere dincolo de granițele țării. Filosofia materialistă a lui Vasile Conta, ideile lui ateiste au avut un ecou în țară, în cercurile progresiste ale vremii, găsind adepți printre oamenii de știință, ca și în rândurile tinerilor; pentru unii dintre aceștia ea a constituit o punte de trecere spre concepția marxistă.
Operele sale filosofice principale, publicate în timpul vieții sau postum, au apărut atât în românește cât și în franceză, mai toate bucurându-se de prefețe sau recenzii elogioase ale unor mari gânditori români și străini. Astfel, Teoria fatalismului, apărută în românește în anii 1875-1876, va fi tradusă în limba franceză de Dumitru Rosetti-Tescanu, cu o prefață de L. Büchner, va apărea la Paris în 1895; Originea speciilor, apărută în Convorbiri literare în anul 1877, va fi tipărită în limba franceză în 1888, la Iași; Încercări de metafizică (1879) va apărea și în franceză, la Bruxelles, în 1880 cu titlul Introduction a la Métaphysique . Postum vor apărea: Bazele metafizicii (în limba franceză, în traducerea lui D. Rosetti-Tescanu cu titlul Les fondaments de la métaphysique, Paris, 1890); Întâiele principii care alcătuiesc lumea (în limba franceză cu titlul Premiers principes composant le monde , 1888, Iași) ș. a. Prima ediție a operelor complete ale lui Vasile Conta apare în 1914, coordonată de Octav Minar, la editura C. Sfetea, București, și cuprinde, pe lângă operele menționate, scrisori, acte și manuscrise inedite (poezii, cugetări, discursuri parlamentare, articole politice, studii juridice, proiecte de lege și regulamente, însemnări, note explicative). Sunt publicate, în această ediție, scrisorile primite de Vasile Conta de la L. Büchner. Ch. Darwin, E. Haeckel, O. Liebmann, E. Tylor, E. Zeller, H. Ulvici, E. Reich, J. Lubbock, B. Müller, N. Morisson, H. Delboeuf, Eltlruh.
Între edițiile operelor filosofice ale lui Vasile Conta se numără: Opere filosofice (Editura Cartea Românească, București, 1922, ediție îngrijită de Nicolae Petrescu); Opere filosofice (ediție îngrijită de N. Gogoneață, Editura Academiei, 1967); Scrieri filosofice alese (ediție îngrijită de Nicolae Gogoneață, Editura Minerva, București, 1975) ș.a. Lucrările lui V. Conta au fost recenzate de numeroase reviste străine de prestigiu printre care: Revue Philosophique, La Critique Philosophique, La Revue de Belgique, Athaeneum, Menschentum, Journal d’Hygiene ș.a. De o mare atenție se vor bucura în țară operele filosofului român din partea lui Mihai Eminescu, Iacob Negruzzi, I. Nădejde etc. care vor puncta elogios realizările lui V. Conta nu numai în filosofie, dar și în conferințe publice, articole și discursuri parlamentare.

## Contribuții
În istoria filosofiei românești, opera lui Vasile Conta a înscris o pagină memorabilă, aducând din nou - după lucrările lui Dimitrie Cantemir și Nicolae Bălcescu - cultura noastră pe arena științifică europeană. Scrierile lui Vasile Conta prezintă un moment important în evoluția gândirii românești. Materialismul său este o expresie a ideologiei elementelor radicale ale burgheziei românești din deceniul al VIII-lea și al secolului al XIX-lea. Gândirea sa filosofică s-a format, în condițiile orientării materialiste a științelor naturii în România, sub influența materialismului francez, a materialismului vulgar și a cuceririlor științelor naturii, în special a darwinismului.
Vasile Conta a încercat să realizeze o sinteză materialistă a marilor descoperiri făcute de științele naturii în secolul al XIX-lea, elaborând o teorie generală a evoluției pe care a intitulat-o "Teoria ondulațiunii universale". Evoluționismul lui Vasile Conta are, în ansamblu, un caracter mecanicist, dar cu toate acestea, concepția lui conține și unele elemente dialectice. În domeniul sociologiei, Vasile Conta a suferit influența lui Herbert Spencer, adoptând necritic "teoria organicistă".
A fost cel dintâi filosof român care a pus bazele «unui sistem filosofic propriu, original. Influențat de empirismul englez, pozitivismul francez și materialismul german, atacă chestiunile de bază ale epistemologiei, punând la baza cunoașterii experiența, în concepția sa, materia se metamorfozează neîncetat, luând forme niciodată identice unele cu altele, întreaga existență se supune "mișcării ondulatorii", care apare astfel ca o "lege fatală", adică necesară, a universului. Ca filosof determinist, afirmă că toate fenomenele de care se ocupă "științele pozitive" sunt "regulate de către legi inflexibile". Respingând liberul arbitru, exclude deplina , libertate a voinței. ("Prin urmare, nu există nimic din tot ceea ce s-a numit voință liberă omenească sau dumnezeiască").
În concepția sa, există un determinism universal, care se manifestă în toate domeniile: natură, conștiință, economie și viața socială. Determinismul social este explicat prin apelul la datele istoriei, economiei și ale statisticii. Istoria este o știință care ne arată "legătura de cauză și efect sau legătura de evoluțiune ori metamorfozare ce există între faptele sociale ce se succedă în curgerea vremii". Ea a încetat de a mai fi "o poveste a faptelor eroice ale unor oameni de seamă", care acționau "după bunul lor plac", istoria căutând acum legi, legăturile dintre "faptele sociale". Dezvoltarea, progresul sunt rezultat al mișcării ondulatorii, care se înfăptuiește prin apariția și dispariția formelor materiale deosebite calitativ unele de altele; pe calea înlăturării vechilor forme materiale și a apariției unor forme noi, mai perfecte, pe calea luptei noului cu vechiul, în succesiunea permanentă din procesul evoluției formelor materiale, fiecare fenomen dispare odată co apariția altui fenomen mai perfect, exemple fiind luate din dezvoltarea ideilor sau procesul adevărului. Izvorul dezvoltării se află în interiorul fenomenelor, "în fiecare ființă vie, evoluțiunea complexivă rezultă mai cu seamă din echilibrul și lupta forțelor interne, adică a acelor forțe care se nasc din interiorul forțelor ce evoluează".
George Călinescu consideră că scrierea lui Vasile Conta Teoria fatalismului „este o profesie de credință materialistă, prin fatalitate înțelegându-se determinația.” Pe de altă parte, scrie George Călinescu că „Teoria ondulațiunii universale, un evoluționism cu corsi și ricorsi în marginile lui Spencer, era o reeditare entuziastă și prolixă de locuri comune.” 
Vasile Conta este de asemenea reprezentantul uneia dintre cele mai virulente și devastatoare forme de naționalism și xenofobie. Este pentru revizuirea celebrului articol 7 care garanta cetățenia română etniilor conlocuitoare, în special evreilor, și susține teorii rasiste pentru purificarea națiunii de elementele alogene. În 4 septembrie 1879 ține un discurs în camera deputaților în care cere oferirea cetățeniei române doar acelor ”elemente” care se amestecă cu etnia română (excluzându-i aici pe turci și pe evrei). Tot el afirmă că „dacă nu vom lupta contra elementului jidovesc, vom pieri ca națiune“ și reprezintă una dintre cele mai cunoscute influențe rasiste asupra gândirii lui Zelea Codreanu , dar și a lui A. C. Cuza.

## In memoriam
În Târgu Neamț, există o școală care este dedicată lui Vasile Conta și îi poartă numele - Liceul Economic „Vasile Conta”.
De asemenea, în Iași, dar și in satul natal, Ghindăoani, există școli cu numele Vasile Conta.